# Maar Julius Lange
Maar Julius Lange (1897 i København – 1979) var en autodidakt dansk maler.
Lange var udlært mejerist. Langes arbejdsliv tilbragte han i Horsens som maskinpasser på Collstrups Imprægneringsanstalt og Mælkekondenseringen. Omkring 1940 begyndte Lange ”igen” at male, som barn havde han lavet collager – dette var en flygt fra forældrene og lærerne i skolen – han var ordblind men alle troede han var dum og doven. Malerierne var på dette tidspunkt med genkendelige og naturalistiske motiver. Stilen ændredes drastisk omkring 1945, som han udtrykte det: ”han søgte at finde andre dimensioner” i kataloget fra 1948 for kunstnersammenslutningen Spiralen, som han i en periode i slutningen af 40’erne var medlem. Inspirationen til disse andre dimensioner fandt han bl.a. i ”Studiekredsen for Abstrakt Maleri i Horsens” som Johannes A. Jørgensen havde dannet. Samt hos den russiske filosof P.D. Ouspensky der arbejdede begreberne tid, rum og højere dimensioner. Især det abstrakte maleri fra det 19. århundredes første årtier med Kandinsky og Paul Klee som eksponenter vakte Langes interesse.
I starten af 1950’erne byggede Lange sommerhus i Sondrup Bakker ved Horsens Fjord, her levede han sidste år og døde her i 1979.